# Corydalis cornutior
Corydalis cornutior là một loài thực vật có hoa trong họ Anh túc. Loài này được (Marquand & Airy Shaw) C.Y.Wu & T.Y.Shu mô tả khoa học đầu tiên năm 1980.